# Behenu

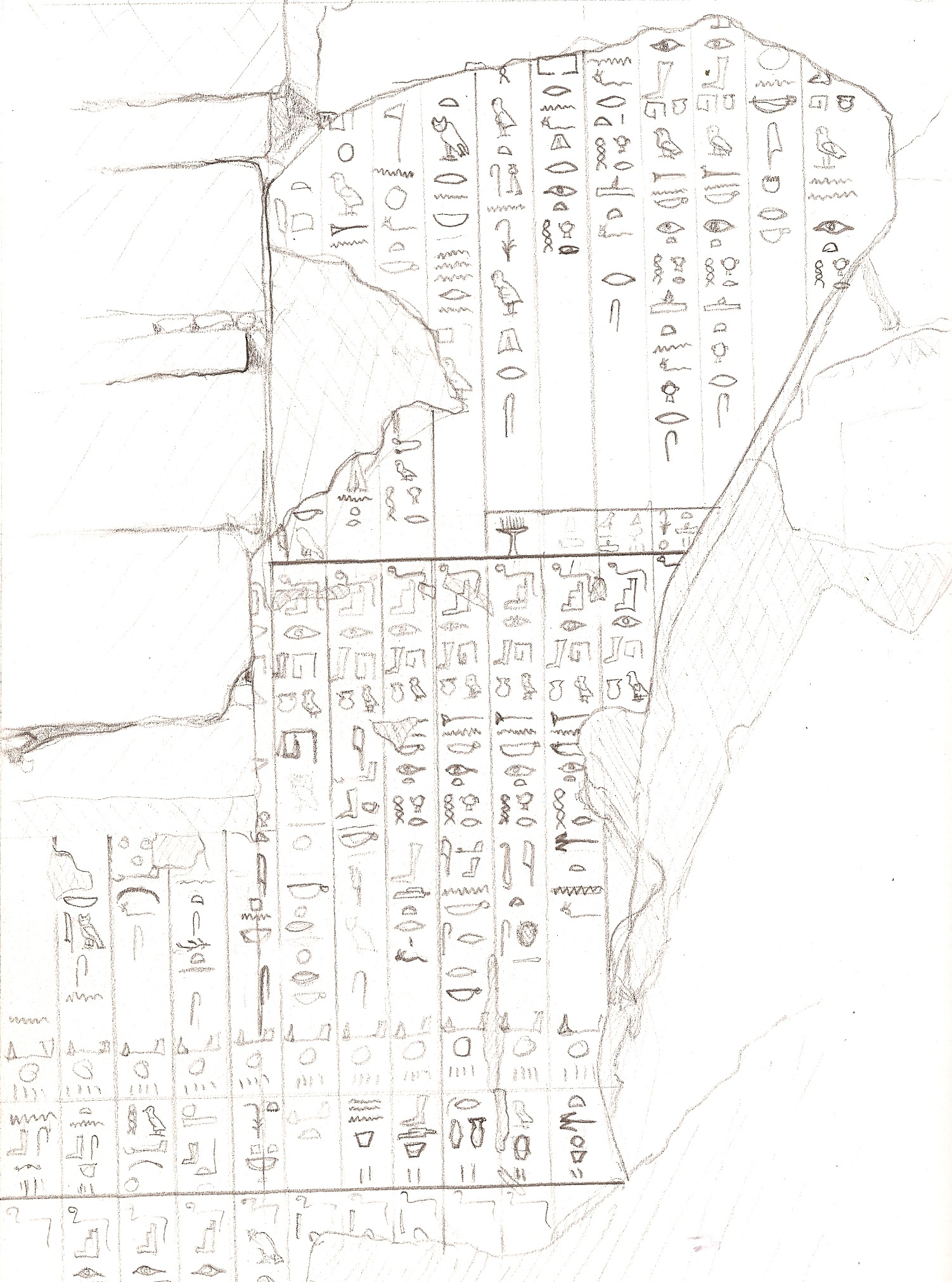
A Piramisszövegek Behenu sírjában

Behenu ókori egyiptomi királyné volt a VI. dinasztia idején; I. Pepi vagy II. Pepi fáraó felesége.
Piramisának maradványait 2007-ben fedezték fel Szakkarában az I. Pepi piramiskörzetét feltárók. Sírkamrájának felfedezését 2010 márciusában jelentették be. A sírkomplexum II. Pepi piramisa közelében helyezkedik el, így valószínű, hogy az ő felesége, de nem került elő olyan felirat, amely teljes bizonyossággal hozzá kötné.
A sírkamrában szerepelnek a Piramisszövegek; ez a második ismert előfordulása ennek a szövegnek nem királyi, hanem királynéi temetkezéshez kapcsolódóan. Előkerült szarkofágja, valamint szobrának feje, egy 7,5 cm magas szobortöredék is.

## Fordítás
- Ez a szócikk részben vagy egészben  a   Behenu című angol Wikipédia-szócikk ezen változatának fordításán alapul.  Az eredeti cikk szerkesztőit annak laptörténete sorolja fel. Ez a jelzés csupán a megfogalmazás eredetét és a szerzői jogokat jelzi, nem szolgál a cikkben szereplő információk forrásmegjelöléseként.